# Phyllanthus moramangicus
Phyllanthus moramangicus là một loài thực vật có hoa trong họ Diệp hạ châu. Loài này được (Leandri) Leandri miêu tả khoa học đầu tiên năm 1958.